# Springhill (Florida)
Springhill ist  ein census-designated place (CDP) im Santa Rosa County im US-Bundesstaat Florida. Das U.S. Census Bureau hat bei der Volkszählung 2020 eine Einwohnerzahl von 169 ermittelt. 

## Geographie
Springhill liegt rund 15 km nordöstlich von Milton sowie etwa 50 km nordöstlich von Pensacola. 

## Demographische Daten
Laut der Volkszählung 2010 verteilten sich die damaligen 160 Einwohner auf 65 Haushalte. 92,5 % der Bevölkerung bezeichneten sich als Weiße, 0,6 % als Afroamerikaner und 4,4 % als Indianer. 2,5 % gaben die Angehörigkeit zu mehreren Ethnien an. 1,9 % der Bevölkerung bestand aus Hispanics oder Latinos.
Im Jahr 2010 lebten in 35,1 % aller Haushalte Kinder unter 18 Jahren sowie 21,1 % aller Haushalte Personen mit mindestens 65 Jahren. 78,9 % der Haushalte waren Familienhaushalte (bestehend aus verheirateten Paaren mit oder ohne Nachkommen bzw. einem Elternteil mit Nachkomme). Die durchschnittliche Größe eines Haushalts lag bei 2,81 Personen und die durchschnittliche Familiengröße bei 3,09 Personen.
29,5 % der Bevölkerung waren jünger als 20 Jahre, 25,7 % waren 20 bis 39 Jahre alt, 27,5 % waren 40 bis 59 Jahre alt und 17,6 % waren mindestens 60 Jahre alt. Das mittlere Alter betrug 35 Jahre. 49,4 % der Bevölkerung waren männlich und 50,6 % weiblich.
Das durchschnittliche Jahreseinkommen lag bei 83.542 $, dabei lebten 20,5 % der Bevölkerung unter der Armutsgrenze.